# 볼록 함수

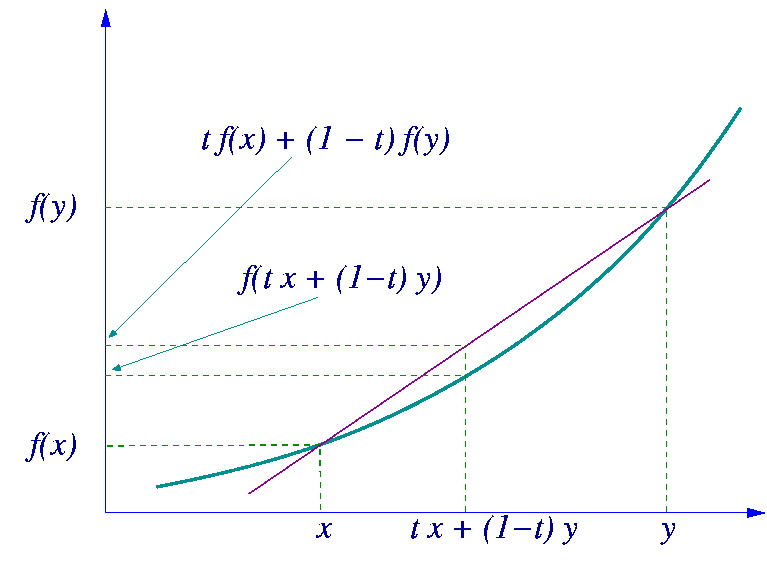
볼록함수

볼록함수에서 그림과 같이 색칠한 부분은 항상 볼록 집합이 된다.

해석학에서 볼록 함수는 임의의 두 점을 이은 할선이 두 점을 이은 곡선보다 위에 있는 함수이다. 엄밀히 말하면, {\displaystyle x,y}과 [0,1] 사이의 값 {\displaystyle t}에 대해
{\displaystyle f(tx+(1-t)y)\leq tf(x)+(1-t)f(y)}
가 항상 성립하는 함수 f를 가리킨다.
또는, 임의의 두 점에 대해 그 함수값보다 크거나 같은 점들의 집합이 항상 볼록 집합인 경우 그 함수를 볼록함수라고 정의하기도 한다.
특히 두번 미분가능한 일변수 함수는 이차 도함수가 정의역 전체에서 음수가 아닐 때에만 볼록 함수이다.
볼록함수의 반대, 즉 부등호 방향이 다른 경우는 그 함수를 오목함수라고 정의한다.

## 같이 보기
- 오목함수
- 볼록 최적화
- 한-바나흐 정리
- 옌센 부등식
- 하방미분